# Maqsud İbrahimbəyov
Maqsud Məmmədibrahim oğlu İbrahimbəyov (* 11. Mai 1935, Baku, AsSSR; † 22. März 2016, Baku, Aserbaidschan) war ein aserbaidschanischer sowjetisch-russischer Schriftsteller, Dramatiker, Drehbuchautor und Politiker.

## Leben
Er war Mitglied der Nationalversammlung der Republik Aserbaidschan. Er schrieb nur in russischer Sprache. Er war der Bruder von Rüstəm İbrahimbəyov.
Sein wohl bekanntestes Werk ist die Novelle Es gab keinen besseren Bruder (russ. И не было лучше брата / I ne bylo lutschsche brata).
Wolfgang Kasack zufolge zeigt seine Novelle 

„ihn so, wie wir es von einem kaukasischen Schriftsteller erwarten: als Darsteller aktueller Probleme, die sich im nichtrussischen Bereich aus der Konfrontation zwischen orientalischer Tradition und okzidentaler, also sowjetisch-zivilisatorischer, Neuzeit ergeben.“

Das Buch wurde in zahlreiche Fremdsprachen übersetzt. Es wurde auch im Rahmen des Projekts der „100 Bücher“ (100 книг) in die Liste der einheimischen Literatur aufgenommen, ein vom russischen Ministerium für Bildung und Wissenschaft der Russischen Föderation entwickeltes Projekt, um den Schülern ein Spektrum für das unabhängige Lesen zu bieten.

## Publikationen (Auswahl)
- Es gab keinen besseren Bruder. (И не было лучше брата).
  - (= Volk-und-Welt-Spektrum. Band 83). Verlag Volk und Welt, Berlin 1975.
  - (= Suhrkamp-Taschenbuch. 479). Suhrkamp, Frankfurt am Main 1978, ISBN 3-518-36979-2.
- Soll er doch bei uns bleiben. Kinderbuchverlag, Berlin 1980, (Пусть он Останется с Нами).

## Hörspiele in der DDR
- 1975: Der Marathon-Tiger – Regie: Manfred Täubert (Hörspielbearbeitung, Kinderhörspiel, Science-Fiction-Hörspiel – Rundfunk der DDR)
- 1977: Nachts, als der Löwe kam – Regie: Detlef Kurzweg (Original-Hörspiel – Rundfunk der DDR)